# Ročov
Ročov település Csehországban, Lounyi járásban. Ročov Vinařice, Zbrašín, Domoušice, Brodec, Kozojedy, Smilovice, Pochvalov és Třeboc településekkel határos. Lakosainak száma 543 fő (2024. január 1.).

## Népesség
A település lakosságának változását az alábbi diagram mutatja:
| Lakosok száma | 1174 | 1326 | 1355 | 923  | 633  | 572  | 589  | 584  | 553  | 543  |
|               | 1869 | 1890 | 1921 | 1950 | 1980 | 2001 | 2017 | 2019 | 2022 | 2024 |